# Kuomintang
El Kuomintang o KMT (en chino tradicional, 中國國民黨; en chino simplificado, 中国国民党; pinyin, Zhōngguó Guómíndǎng; Wade-Giles, Chung-kuo Kuo-min-tang; literalmente, ‘Partido Nacionalista Chino’)es un partido político nacionalista chino de la República de China fundado el 24 de noviembre de 1894 y reorganizado en 1911 tras la Revolución de Xinhai. El Kuomintang tiene su sede en Taipéi y actualmente es un partido político de oposición en el Yuan Legislativo.
El predecesor del Kuomintang, la Alianza Revolucionaria o Tongmenghui, fue uno de los principales defensores del derrocamiento de la dinastía Qing y la posterior declaración de 1911 que dio lugar al establecimiento de la República de China. Song Jiaoren y Sun Yat-sen fundaron el KMT poco después de la Revolución de Xinhai en 1911. Sun fue el presidente provisional de la República, pero más tarde cedió la presidencia a Yuan Shikai. Más tarde, liderado por Chiang Kai-shek, el KMT formó el Ejército Nacional Revolucionario y tuvo éxito en su Expedición al Norte para unificar gran parte de la China continental entre 1927 y 1928, poniendo fin al caos de la Era de los Señores de la Guerra. Fue el partido gobernante en China continental hasta 1949, cuando perdió la guerra civil contra el Partido Comunista de China y sus tropas. El KMT huyó a Taiwán, donde continuó gobernando como un Estado autoritario de partido único hasta 1987. Este gobierno retuvo el asiento de China en la ONU (con un considerable apoyo internacional, especialmente de los países occidentales) hasta 1971.
A partir de 1987, Taiwán ya no es un Estado de partido único y las reformas políticas que comenzaron en la década de 1990 han aflojado el control del poder del KMT. Sin embargo, el KMT sigue siendo uno de los principales partidos políticos taiwaneses, con Ma Ying-jeou elegido presidente en 2008 y reelegido en 2012, siendo el séptimo miembro del KMT en ocupar el cargo de Presidente de la República de China. Sin embargo, en las elecciones generales y presidenciales de 2016, el Partido Progresista Democrático (DPP) obtuvo el control tanto del Yuan Legislativo como de la presidencia (Tsai Ing-wen).
La ideología guía del partido son los Tres Principios del Pueblo, defendidos por Sun Yat-sen. El KMT es miembro de la Unión Internacional Demócrata. Junto con el Partido Primero el Pueblo y el Partido Nuevo, el KMT forma lo que se conoce como la Coalición Pan-azul de Taiwán, que apoya la eventual unificación con el continente. Sin embargo, el KMT se ha visto obligado a moderar su postura al defender el statu quo político y legal del Taiwán moderno, ya que las realidades políticas hacen que la reunificación de China sea poco probable. El KMT sostiene el «principio de una China»: considera oficialmente que solo hay una China, pero que la República de China, en lugar de la República Popular China, es su gobierno legítimo según el Consenso de 1992. Para aliviar las tensiones con la República Popular China, el KMT ha respaldado desde 2008 la política de «Tres negaciones» tal como lo define Ma Ying-jeou: no hay unificación, ni independencia ni uso de la fuerza.

## Historia

### Fundación y era de Sun Yat-sen

El diseño de la bandera Cielo Azul con un Sol Blanco fue diseñada por Lu Hao-tung en 1895 y es usada como la bandera del Kuomintang (KMT).

El Kuomintang tiene sus raíces ideológicas y organizativas en el trabajo de Sun Yat-sen, defensor del nacionalismo chino, el republicanismo y la democracia[cita requerida], que fundó la Sociedad para la Regeneración de China en la capital de la entonces República de Hawái, Honolulú, el 24 de noviembre de 1894. En 1905, Sun unió fuerzas con otras sociedades antimonárquicas chinas en Tokio para formar el Tongmenghui el 20 de agosto de ese mismo año, un grupo comprometido con el derrocamiento de la dinastía Qing y el establecimiento de un sistema republicano.
El grupo planificó y apoyó la Revolución Xinhai de 1911 y la fundación de la República de China el 1 de enero de 1912. Sin embargo, Sun no tenía poder militar y cedió la presidencia provisional a Yuan Shikai, quien dispuso la abdicación de Puyi, el último emperador chino, el 12 de febrero.
El 25 de agosto de 1912 el Kuomintang se estableció en el Salón Huguang de Pekín, donde el Tongmenghui y cinco partidos revolucionarios más pequeños se fusionaron para disputar las primeras elecciones nacionales. Sun fue elegido Presidente del KMT con Huang Xing como su vicepresidente.
El miembro más influyente del Kuomintang fue el tercero en la jerarquía, Song Jiaoren, que movilizó el apoyo masivo de la nobleza y los comerciantes para que los nacionalistas abogaran por una democracia parlamentaria constitucional.[cita requerida] El partido se opuso a los monárquicos constitucionales y trató de controlar el poder de Yuan Shikai. Los nacionalistas ganaron una abrumadora mayoría de las primeras elecciones a la Asamblea Nacional en diciembre de 1912.

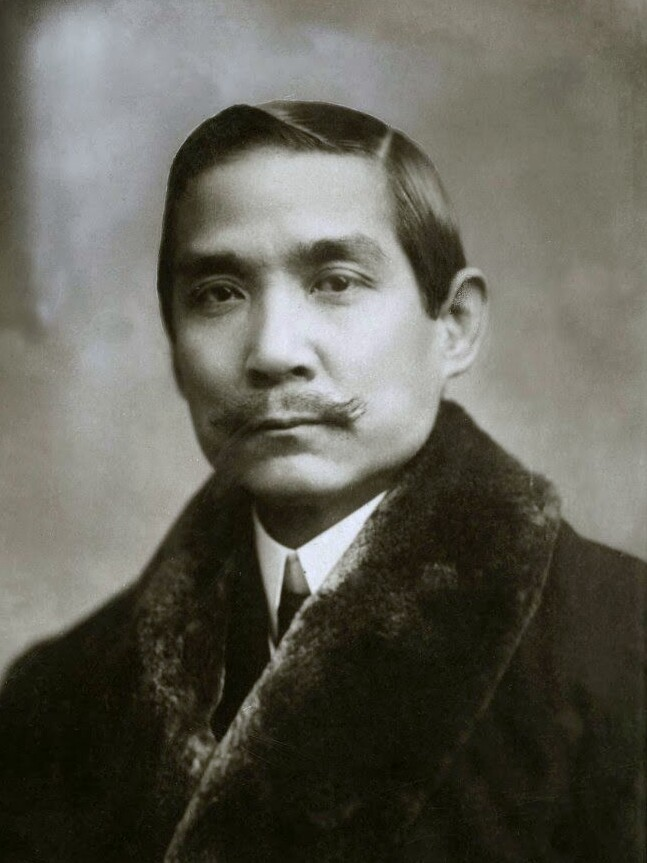
Sun Yat-sen, fundador del Kuomintang y primer Presidente de la República de China.

Sin embargo, Yuan pronto comenzó a ignorar al Parlamento al tomar decisiones presidenciales. Song Jiaoren fue asesinado en Shanghái en 1913. Los miembros de los nacionalistas dirigidos por Sun Yat-sen sospecharon que Yuan estaba detrás del complot y, por lo tanto, organizaron la Segunda Revolución en julio de 1913, un levantamiento armado mal planeado y mal apoyado para derrocar a Yuan, por lo que fracasó. Yuan Shikai, alegando subversión y traición, expulsó a los partidarios del KMT del Parlamento. Yuan disolvió a los nacionalistas en noviembre (cuyos miembros habían huido al exilio en Japón) y disolvió el Parlamento a principios de 1914.
Yuan Shikai se proclamó emperador de China en diciembre de 1915. Mientras estaba exiliado en Japón en 1914, Sun estableció el Partido Revolucionario Chino el 8 de julio de ese mismo año, pero muchos de sus antiguos compañeros revolucionarios, entre ellos Huang Xing, Wang Jingwei, Hu Hanmin o Chen Jiongming se negaron a unirse a él o apoyar sus esfuerzos para incitar un levantamiento armado contra el nuevo emperador. Para unirse al Kuomintang, los miembros debían prestar un juramento de lealtad personal a Sun, que muchos antiguos revolucionarios consideraban antidemocrático y contrario al espíritu de la revolución. Como resultado, Sun quedó en gran parte marginado dentro del movimiento republicano durante este período.
Sun regresó a China en 1917 para establecer una junta militar en Cantón, en oposición al gobierno de Beiyang, pero pronto fue expulsado de su cargo y desterrado a Shanghái. Allí, con un apoyo renovado, resucitó el KMT el 10 de octubre de 1919 con el nombre de Partido Nacionalista de China (en chino tradicional, 中國國民黨) y estableció su sede en Cantón en 1920.
En 1923 el KMT y su gobierno con sede en Cantón aceptaron la ayuda de la Unión Soviética después de que las potencias occidentales les negaran el reconocimiento. Los asesores soviéticos, el más destacado de los cuales fue Mijaíl Borodin, un agente de la Komintern, llegaron a China el citado año para ayudar en la reorganización y consolidación del KMT en la línea del Partido Comunista de la Unión Soviética, estableciendo una estructura de partido leninista basada en el centralismo democrático. Eso duró hasta la década de 1990. El Partido Comunista de China (PCCh) estaba bajo las instrucciones de la Komintern para cooperar con el KMT, y sus miembros fueron alentados a unirse mientras mantenían sus identidades de partido separadas, formando el Primer Frente Unido entre nacionalistas y comunistas. Mao Zedong y los primeros miembros del PCCh también se unieron al KMT en 1923.
Los asesores soviéticos también ayudaron al KMT a establecer un instituto político para capacitar a propagandistas en técnicas de movilización masiva, y en 1923 Chiang Kai-shek, uno de los tenientes de Sun de los días del Tongmenghui, fue enviado a Moscú para varios meses de estudios militares y políticos. En el I Congreso del KMT celebrado en 1924 en Cantón, que incluyó delegados que no eran miembros del KMT, como algunos comunistas, adoptaron la teoría política de Sun, que incluía los Tres Principios del Pueblo: nacionalismo, democracia y sustento.

### Bajo Chiang Kai-shek en China continental

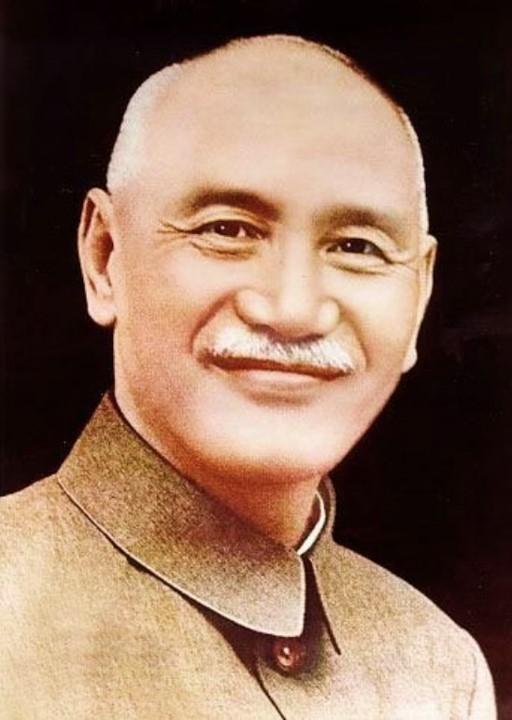
Chiang Kai-shek, líder del Kuomintang tras la muerte de Sun en 1925. Sería el principal dirigente del KMT hasta su muerte en 1975.

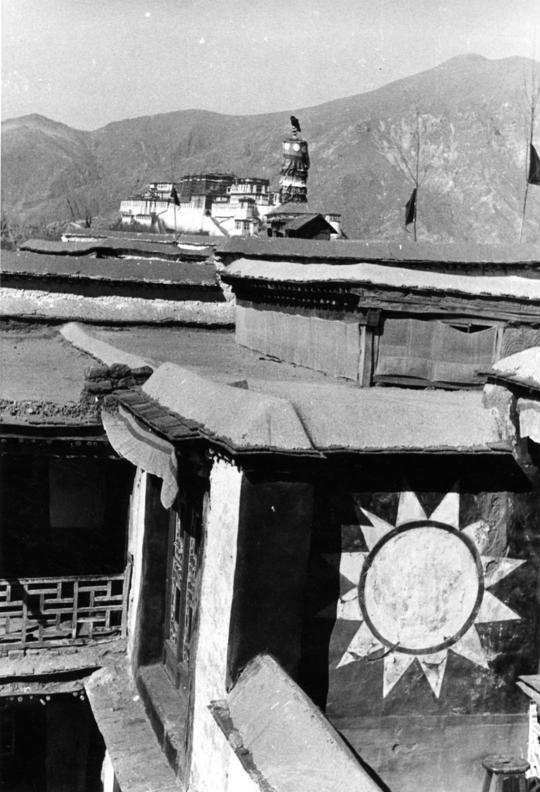
Bandera del Kuomintang ondeando en Lhasa (Tíbet) en 1938.

Cuando Sun Yat-sen murió en 1925, el liderazgo político del KMT cayó sobre Wang Jingwei y Hu Hanmin, respectivamente los líderes de las alas izquierda y derecha del partido. El verdadero poder, sin embargo, estaba en manos de Chiang Kai-shek, quien, como superintendente de la Academia Militar de Whampoa, estaba casi en completo control de los militares. Con su superioridad militar, el KMT confirmó su gobierno en Cantón, la capital provincial de Kwangtung. Los señores de la guerra de Guangxi prometieron lealtad al KMT. El KMT ahora se convirtió en un gobierno rival en oposición al gobierno del señor de la guerra de Beiyang, con sede en Pekín.
Chiang asumió el liderazgo del KMT el 6 de julio de 1926. A diferencia de Sun Yat-sen, a quien admiraba mucho, y que forjó todas sus ideas políticas, económicas y revolucionarias principalmente a partir de lo que había aprendido en Hawái e indirectamente a través del Hong Kong británico y el Imperio de Japón bajo la Restauración Meiji, Chiang sabía relativamente poco acerca de Occidente. También estudió en Japón, pero estaba firmemente enraizado en su antigua identidad china han y estaba impregnado de la cultura china. A medida que su vida avanzaba, se apegó cada vez más a las antiguas culturas y tradiciones chinas. Sus pocos viajes a Occidente confirmaron su perspectiva china pro-antigua y estudió con asiduidad los clásicos chinos antiguos y la historia china antigua. En 1924, Sun Yat-sen envió a Chiang a pasar tres meses en Moscú estudiando el sistema político y militar de la Unión Soviética. Chiang conoció a León Trotski y otros líderes soviéticos, pero llegó rápidamente a la conclusión de que el modelo de gobierno comunista, marxista y socialista soviético no era adecuado para China. Esto sentó el comienzo de su antagonismo de por vida contra el comunismo.
Chiang también estaba particularmente comprometido con la idea de Sun de "tutela política". Sun creía que la única esperanza para una China unificada y mejor se encuentra en una conquista militar, seguida de un período de tutela política que culminaría en la transición a la democracia. Usando esta ideología, Chiang se convirtió en el dictador de la República de China, tanto en el continente como cuando el gobierno nacionalista se trasladó a Taiwán.
Tras la muerte de Sun Yat-sen, Chiang Kai-shek emergió como el líder indiscutible del KMT y lanzó la Expedición al Norte para derrotar a los señores de la guerra del norte y unir a China en el marco del partido. Con su poder confirmado en el sureste, el gobierno nacionalista nombró a Chiang Kai-shek comandante en jefe del Ejército Nacional Revolucionario (ENR), y comenzó la Expedición al Norte para reprimir a los caudillos militares. Chiang tuvo que derrotar a tres señores de la guerra separados y dos ejércitos independientes. Chiang, con suministros soviéticos, conquistó la mitad sur de China en nueve meses.
Sin embargo, surgió una división entre el Partido Comunista de China y el KMT, que amenazó a la Expedición del Norte. Wang Jingwei, quien dirigió a los aliados izquierdistas del KMT, tomó la ciudad de Wuhan en enero de 1927. Con el apoyo del agente soviético Mijaíl Borodin, Wang declaró que el Gobierno Nacional se había trasladado a Wuhan. Después de tomar Nankín en marzo, Chiang detuvo su campaña y preparó una ruptura violenta con Wang y sus aliados comunistas. La expulsión del PCCh por parte de Chiang y sus asesores soviéticos, marcada por la masacre de Shanghái el 12 de abril, condujo al inicio de la guerra civil china. Wang finalmente entregó su poder a Chiang. Stalin ordenó al Partido Comunista de China que obedeciera a la dirección del KMT. Una vez que se había curado esta división, Chiang reanudó su Expedición al Norte y logró tomar Shanghái.
Durante el incidente de Nankín en marzo de 1927, el ENR asaltó los consulados de los Estados Unidos, el Reino Unido y el Imperio de Japón, saqueó propiedades extranjeras y casi asesinó al cónsul japonés. Un estadounidense, dos británicos, un francés, un italiano y un japonés fueron asesinados. Estos saqueadores también tomaron por asalto millones de dólares en concesiones británicas en Hankou, negándose a devolverlas al Reino Unido. Tanto los nacionalistas como los soldados comunistas dentro del Ejército participaron en los disturbios y saqueos de residentes extranjeros en Nankín.
El ENR tomó Pekín en 1928. La ciudad fue la capital reconocida internacionalmente de China, aunque anteriormente estaba controlada por los señores de la guerra. Este evento permitió al KMT recibir un amplio reconocimiento diplomático en el mismo año. La capital se trasladó de Pekín a Nankín, la capital original de la dinastía Ming y, por lo tanto, una purga simbólica de los elementos finales de los Qing. Este período de gobierno de KMT en China entre 1927 y 1937 fue relativamente estable y próspero y todavía se conoce como la década de Nankín.
Después de la Expedición al Norte en 1928, el gobierno nacionalista en virtud del KMT declaró que China había sido explotada durante décadas bajo tratados desiguales firmados entre las potencias extranjeras y la Dinastía Qing. El gobierno del KMT exigió que las potencias extranjeras renegocien los tratados en igualdad de condiciones.
Antes de la Expedición al Norte, el KMT comenzó como un grupo heterogéneo que abogaba por un federalismo de inspiración estadounidense y la autonomía provincial. Sin embargo, el KMT bajo el liderazgo de Chiang tuvo como objetivo establecer un Estado centralizado de partido único con una ideología nacionalista. Esto fue aún más evidente después de la elevación de Sun en una figura de culto después de su muerte. El control por parte de un solo partido comenzó el período de "tutela política", según el cual el partido debía liderar al gobierno mientras instruía a la gente sobre cómo participar en un sistema democrático. El tema de reorganizar el Ejército, planteado en una conferencia militar en 1929, provocó la Guerra de las Planicies Centrales. Las camarillas, algunos de ellos antiguos caudillos militares, exigieron conservar su Ejército y poder político dentro de sus propios territorios. Aunque Chiang finalmente ganó la guerra, los conflictos entre las camarillas tendrían un efecto devastador en la supervivencia del KMT. Los generales musulmanes en Gansu hicieron la guerra contra Guominjun a favor del KMT durante el conflicto en Gansu en 1927-1930.

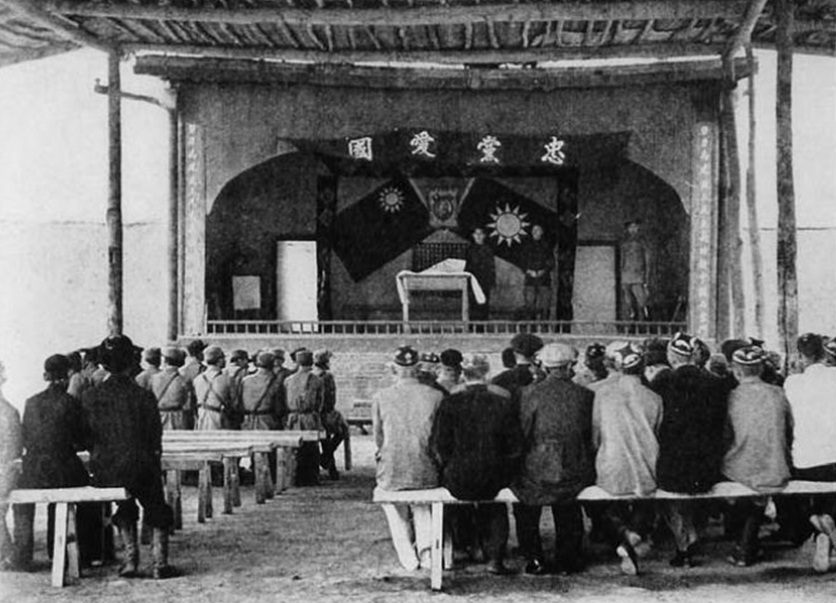
El KMT en Tihwa, Sinkiang en 1942.

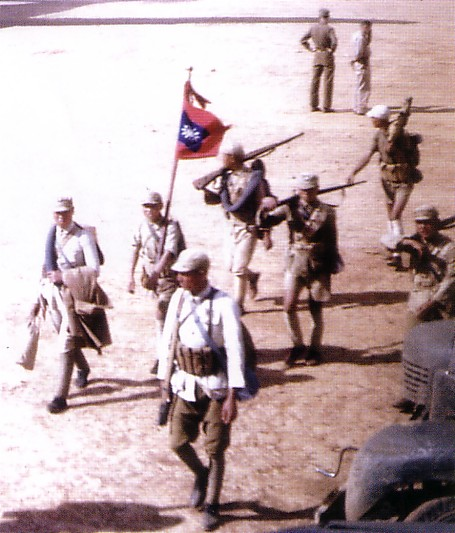
Soldados nacionalistas durante la segunda guerra sino-japonesa.

Aunque la segunda guerra sino-japonesa estalló oficialmente en 1937, la agresión japonesa comenzó en 1931 cuando organizaron el incidente de Mukden y ocuparon Manchuria. Al mismo tiempo, el PCCh había estado reclutando secretamente a nuevos miembros dentro del gobierno y el Ejército del KMT. Chiang se alarmó por la expansión de la influencia comunista. Creía que para luchar contra la agresión extranjera, el KMT debía resolver primero sus conflictos internos, por lo que comenzó su segundo intento de exterminar a los comunistas en 1934. Con el asesoramiento de asesores militares alemanes, el KMT obligó a los comunistas a retirarse de su bases en el sur y centro de China en las montañas en un retiro militar masivo conocido como la Larga Marcha. Menos del 10% del Ejército Rojo Chino sobrevivió a la larga retirada a la provincia de Shaanxi, pero restablecieron su base militar rápidamente con la ayuda de la Unión Soviética.
También se sabía que el KMT había utilizado tácticas terroristas contra presuntos comunistas, a través de la utilización de una fuerza de policía secreta, que estaban empleados para mantener la vigilancia de presuntos comunistas y opositores políticos. En El nacimiento de la China comunista, C.P. Fitzgerald describe a China bajo el gobierno del KMT de la siguiente manera: "el pueblo chino gimió bajo un régimen fascista en todas las cualidades, excepto en la eficiencia".
Zhang Xueliang, quien creía que la invasión japonesa era una amenaza mayor, fue persuadido por los comunistas para que tomara como rehén a Chiang durante el incidente de Xi'an en 1937 y obligarle a acordar una alianza con ellos en la guerra total contra los japoneses. Sin embargo, en muchas situaciones, la alianza era sólo de nombre; después de un breve período de cooperación, los ejércitos comenzaron a luchar contra los japoneses por separado, en lugar de como aliados coordinados. Los conflictos entre nacionalistas y comunistas aún eran comunes durante la guerra, y abundan las reclamaciones documentadas de ataques de PCCh a las fuerzas de KMT y viceversa.
Mientras que el Ejército del KMT recibió muchas bajas en la lucha contra los japoneses, el PCCh amplió su territorio mediante tácticas de guerrilla dentro de las regiones ocupadas por Japón, liderando algunas afirmaciones de que el PCCh a menudo se negaba a apoyar a las tropas del KMT, eligiendo retirarse y dejando que las tropas del KMT se llevaran la peor parte de los ataques japoneses.

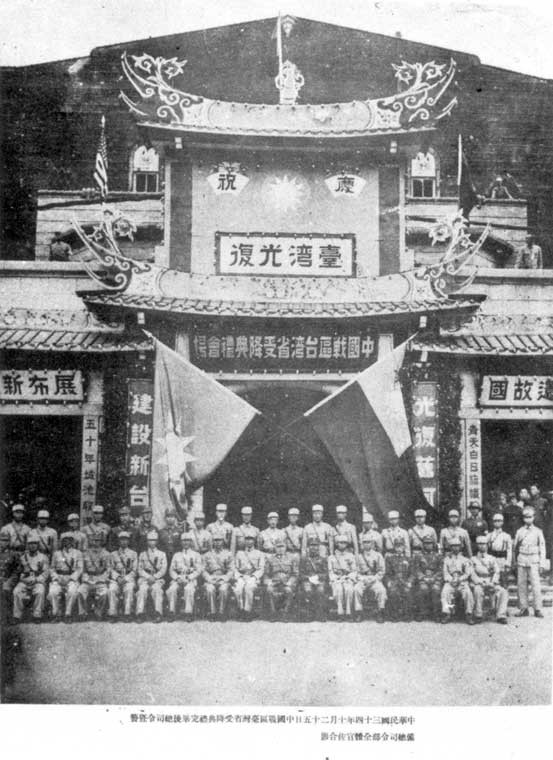
La retrocesión de Taiwán en Taipéi el 25 de octubre de 1945.

Después de la rendición de Japón en 1945, Taiwán fue devuelto a la República de China el 25 de octubre de 1945. El breve período de celebración pronto se vio ensombrecido por la posibilidad de una nueva guerra civil entre el KMT y el PCCh. La Unión Soviética le declaró la guerra a Japón justo antes de rendirse y ocupar Manchuria, la parte noreste de China. La Unión Soviética le negó al Ejército del KMT el derecho a ingresar a la región y le permitió al PCCh tomar el control de las fábricas japonesas y sus suministros.
La guerra civil a gran escala entre los comunistas y los nacionalistas (KMT) estalló en 1946. Los ejércitos comunistas chinos, el Ejército Popular de Liberación (EPL), anteriormente una facción menor, crecieron rápidamente en influencia y poder debido a varios errores por parte del KMT. Primero, el KMT redujo los niveles de tropas precipitadamente después de que los japoneses se rindieran, dejando a un gran número de hombres de guerra entrenados y capacitados que quedaron desempleados y disgustados con el KMT como reclutas principales para el EPL. En segundo lugar, el gobierno del KMT demostró ser totalmente incapaz de administrar la economía, permitiendo que se produzca la hiperinflación. Entre los esfuerzos más despreciables e ineficaces que emprendió para contener la inflación fue la conversión al estándar de oro para la tesorería nacional y al Gold Standard Scrip en agosto de 1948, prohibiendo la propiedad privada de oro, plata y divisas, recolectando todos esos metales preciosos y divisas de las personas y emitiendo el Gold Standard Scrip a cambio. Como la mayoría de las tierras agrícolas en el norte estaban bajo el control del PCCh, las ciudades gobernadas por el KMT carecían de suministro de alimentos y esto se sumaba a la hiperinflación. Los nuevos vales se volvieron inútiles en solo diez meses y reforzó enormemente la percepción nacional del KMT como una entidad corrupta o, en el mejor de los casos, inepta. En tercer lugar, Chiang Kai-shek ordenó a sus fuerzas defender las ciudades urbanizadas. Esta decisión le dio al PCCh la oportunidad de moverse libremente por el campo. Al principio, el KMT tenía la ventaja con la ayuda de armas y municiones de los Estados Unidos. Sin embargo, con el país sufriendo de hiperinflación, corrupción generalizada y otros males económicos, el KMT continuó perdiendo apoyo popular. Algunos de los principales funcionarios y líderes militares del KMT acumularon material, armamento y fondos de ayuda militar proporcionados por los Estados Unidos. Esto se convirtió en un problema que resultó ser un obstáculo para su relación con el Gobierno de los Estados Unidos. El presidente estadounidense Harry S. Truman, escribió que "los Chiangs, los Kungs y los Soongs (eran) todos ladrones", habiendo tomado 750 millones de dólares en ayuda de los Estados Unidos.
Al mismo tiempo, la suspensión de la ayuda estadounidense y decenas de miles de soldados abandonados o dados de baja que fueron reclutados para el EPL hicieron que el poder se inclinara rápidamente hacia el lado del PCCh, y el abrumador apoyo popular al PCCh en la mayor parte del país hizo es casi imposible para las fuerzas del KMT llevar a cabo asaltos exitosos contra los comunistas.
A fines de 1949, el PCCh controlaba casi toda China continental, mientras el KMT se retiraba a Taiwán con una cantidad significativa de los tesoros nacionales de China y 2 millones de personas, incluidas las fuerzas militares y los refugiados. Algunos miembros del partido se quedaron en el continente y se separaron del KMT principal para fundar el Comité Revolucionario del Kuomintang, que todavía existe como uno de los ocho partidos menores registrados de la República Popular China.

### En Taiwán desde 1945
En 1895, Formosa (ahora llamada Taiwán), incluidas las islas Penghu, se convirtió en una colonia japonesa a través del Tratado de Shimonoseki después de la primera guerra sino-japonesa. Después de la derrota de Japón al final de la Segunda Guerra Mundial en 1945, la Orden General N.º 1 le ordenó a Japón que entregara sus tropas en Taiwán a Chiang Kai-shek. El 25 de octubre de 1945, el general nacionalista Chen Yi actuó en nombre de las Potencias Aliadas para aceptar la rendición de Japón y proclamó ese día como el Día de la Retrocesión de Taiwán.

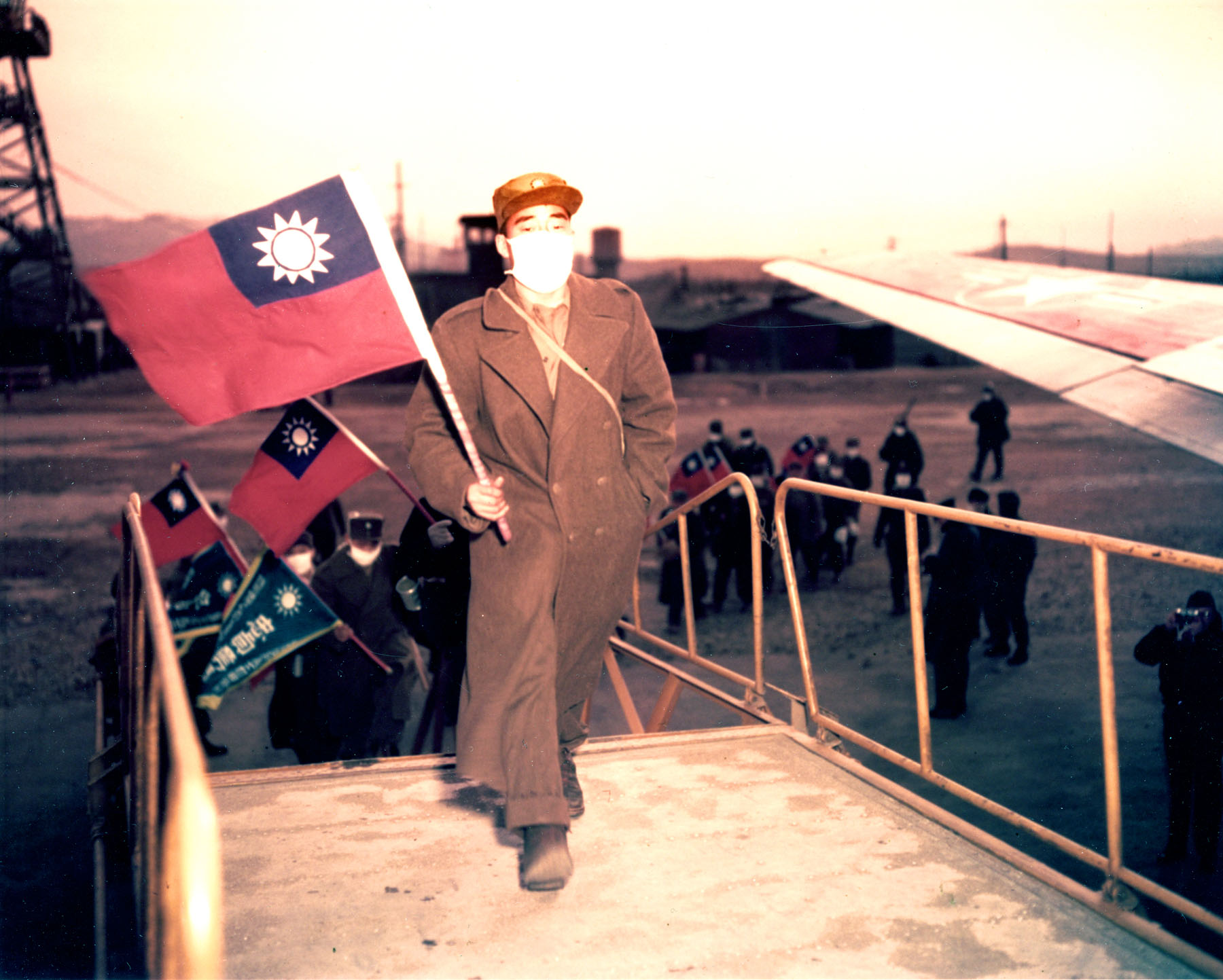
Soldados de la República de China, ya en Taiwán, que fueron capturados durante la guerra de Corea (1950-1953), son repatriados a la isla tras un intercambio en 1954.

Las tensiones entre los taiwaneses locales y los procedentes de la China continental aumentaron en los años intermedios, y culminaron en un punto crítico el 27 de febrero de 1947 en Taipéi, cuando una disputa entre una vendedor de cigarrillos y una oficial de lucha contra el contrabando en la Tetería Tianma provocó un desorden civil y protestas que duraron días. El levantamiento se volvió sangriento y fue sofocado por el Ejército de la República de China en el incidente del 28 de febrero. Como resultado del incidente del 28 de febrero de 1947, los taiwaneses sufrieron lo que se llama el "Terror Blanco", una represión política liderada por el KMT que resultó en la muerte o desaparición de más de 30 000 intelectuales, activistas y personas taiwanesas sospechosas de oponerse al KMT.
Tras el establecimiento de la República Popular China (RPC) el 1 de octubre de 1949, los comandantes del Ejército de Liberación Popular (EPL) creyeron que Kinmen y Matsu debían ser llevados antes de un asalto final en Taiwán. El KMT luchó en la Batalla de Guningtou del 25 al 27 de octubre de 1949 y detuvo la invasión del EPL. La sede del KMT se estableció el 10 de diciembre de 1949 en el número 11 de Zhongshan South Road. En 1950, Chiang asumió el cargo en Taipéi bajo las Provisiones Temporales Efectivas durante el Período de Rebelión Comunista. La disposición declaró la ley marcial en Taiwán y detuvo algunos procesos democráticos, incluidas las elecciones presidenciales y parlamentarias, hasta que el continente pudiera recuperarse del PCCh. El KMT estimó que llevaría 3 años derrotar a los comunistas. El eslogan era "prepararse en el primer año, comenzar a luchar en el segundo y conquistar en el tercer año". Chiang también inició el Proyecto National Glory para volver a tomar el continente en 1965, pero finalmente se retiró en julio de 1972 después de muchos intentos fallidos.
Sin embargo, se cree que varios factores, incluida la presión internacional, han impedido que el KMT se involucre militarmente en el PCCh a gran escala. El KMT respaldó a los insurgentes musulmanes que pertenecían anteriormente a la NRA durante la insurgencia islámica del KMT en 1950–1958 en China continental. Una guerra fría con un par de conflictos militares menores se produjo en los primeros años. Los diversos organismos gubernamentales anteriormente en Nankín, que fueron restablecidos en Taipéi como el gobierno controlado por el KMT, reclamaron activamente la soberanía sobre toda China. La República de China en Taiwán retuvo el asiento de China en las Naciones Unidas hasta 1971.
Hasta la década de 1970, el KMT impulsó con éxito las reformas agrarias, desarrolló la economía, implementó un sistema democrático en un nivel inferior del gobierno, mejoró las relaciones entre Taiwán y el continente y creó el milagro económico de Taiwán. Sin embargo, el KMT controló al gobierno bajo un Estado autoritario de partido único hasta las reformas iniciadas a fines de la década de 1970 hasta la década de 1990. La República de China en Taiwán una vez fue referida como sinónimo de KMT y conocida simplemente como "China Nacionalista" por su partido gobernante. En la década de 1970, el KMT comenzó a permitir "elecciones suplementarias" en Taiwán para llenar los escaños de los representantes de la Asamblea Nacional que están envejeciendo.
Aunque los partidos de la oposición no estaban permitidos, los representantes de Tangwai (o "fuera del KMT") fueron tolerados. En la década de 1980, el KMT se centró en transformar el gobierno de un sistema de un solo partido a uno democrático multipartidista y abarcar la "taiwanización". Con la fundación del Partido Democrático Progresista (DPP) el 28 de septiembre de 1986, el KMT comenzó a competir contra el DPP en las elecciones parlamentarias.
En 1991, la ley marcial cesó cuando el presidente Lee Teng-hui puso fin a las disposiciones temporales vigentes durante el período de la rebelión comunista. A todos los partidos se les permitió competir en todos los niveles de las elecciones, incluida la elección presidencial. Lee Teng-hui, el primer presidente elegido democráticamente de la República de China y el líder del KMT en la década de 1990, anunció su defensa de las "relaciones especiales de estado a estado" con la República Popular China. Pekín asoció esta idea con la independencia de Taiwán.
El KMT se enfrentó a una división en 1993 que llevó a la formación del Nuevo Partido en agosto de 1993, supuestamente como resultado del "estilo de gobierno corrupto" de Lee. El Partido Nuevo, desde la purga de Lee, se ha reintegrado en gran medida en el KMT. Una división mucho más seria en el partido se produjo como resultado de las elecciones presidenciales de 2000. Molesto por la elección de Lien Chan como candidato presidencial del partido, el exsecretario general del partido, James Soong, lanzó una candidatura independiente, que resultó en la expulsión de Soong y sus partidarios y en la formación del Partido Primero el Pueblo (PFP) el 31 de marzo de 2000. El candidato del KMT quedó tercero detrás de Soong en las elecciones. Después de la elección, la fuerte relación de Lee con el oponente se hizo evidente. Con el fin de evitar las deserciones a la PFP, Lien alejó al partido de las políticas a favor de la independencia de Lee y se hizo más favorable a la reunificación china. Este cambio llevó a la expulsión de Lee del partido y la formación de la Unión de Solidaridad de Taiwán (TSU) por parte de partidarios de Lee el 24 de julio de 2001.

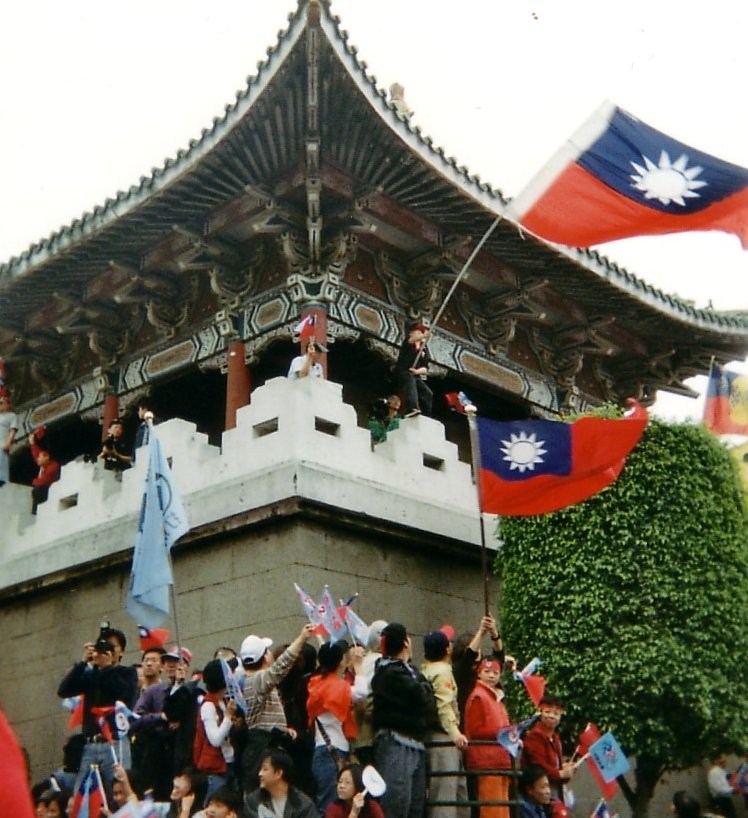
Partidarios de la Coalición pan-azul en un mitin durante las elecciones presidenciales de 2004.

Antes de esto, los votantes del partido habían desertado tanto de la PFP como de la TSU, y al KMT le fue mal en las elecciones legislativas de diciembre de 2001 y perdió su posición como el partido más grande en el Yuan Legislativo. Sin embargo, el partido tuvo un buen desempeño en las elecciones municipales y municipales del gobierno local de 2002 con Ma Ying-jeou, su candidato a alcalde de Taipéi, que ganó la reelección por un desprendimiento de tierras y su candidato a alcalde de Kaohsiung perdió por poco, pero sorprendentemente bien. Desde 2002, el KMT y PFP han coordinado estrategias electorales. En 2004, el KMT y la PFP presentaron un boleto presidencial conjunto, con Lien postulado para presidente y Soong postulado para vicepresidente.
La pérdida de las elecciones presidenciales de 2004 para el presidente del DPP, Chen Shui-bian, con solo más de 30 000 votos, fue una amarga decepción para los miembros del partido, lo que llevó a reuniones de gran escala durante varias semanas en protesta por el presunto fraude electoral y las "extrañas circunstancias" del tiroteo del presidente Chen. Sin embargo, la suerte del partido mejoró enormemente cuando el KMT tuvo un buen desempeño en las elecciones legislativas celebradas en diciembre de 2004 al mantener su apoyo en el sur de Taiwán, logrando una mayoría para la Coalición Pan-Azul.
Poco después de las elecciones, parecía que había una pelea con el socio menor del KMT, el Partido Primero de la Gente, y el hablar de una fusión parecía haber terminado. Esta división pareció ampliarse a principios de 2005, ya que el líder de la PFP, James Soong parecía estar reconciliando con el presidente Chen Shui-Bian y el Partido Demócrata Progresista. Muchos miembros de PFP, incluidos los legisladores y líderes municipales, han desertado del KMT, y la PFP se considera un partido que se está desvaneciendo.
En 2005, Ma Ying-jeou se convirtió en el presidente del KMT derrotando al orador Wang Jin-pyng en las primeras elecciones públicas para la presidencia del KMT. El KMT obtuvo una victoria decisiva en las elecciones locales 3 en 1 de diciembre de 2005, reemplazando al DPP como el partido más grande a nivel local. Esto fue visto como una gran victoria para el partido antes de las elecciones legislativas en 2007. Hubo elecciones para los dos municipios de la República de China, Taipéi y Kaohsiung en diciembre de 2006. El KMT ganó una victoria clara en Taipéi, pero perdió ante el DPP en La ciudad del sur de Kaohsiung por el delgado margen de 1 100 votos.
El 13 de febrero de 2007, la Oficina del Alto Fiscal de Taiwán acusó a Ma por cargos de presunta malversación de aproximadamente NT$11 millones (US$339 000), en relación con el tema de «gastos especiales» mientras era alcalde de Taipéi. Poco después de la acusación, presentó su renuncia como presidente del KMT en la misma conferencia de prensa en la que anunció formalmente su candidatura para presidente de la República de China. Ma argumentó que era costumbre que los funcionarios usaran el fondo de gastos especiales para gastos personales asumidos en el curso de sus deberes oficiales. En diciembre de 2007, Ma fue absuelto de todos los cargos e inmediatamente presentó una demanda contra los fiscales. En 2008, el KMT ganó una victoria aplastante en la Elección presidencial de la República de China el 22 de marzo de 2008. El KMT presentó al exalcalde de Taipéi y al expresidente del KMT, Ma Ying-jeou, para competir contra Frank Hsieh del DPP. Ma ganó por una ventaja del 17 % contra Hsieh. Ma asumió el cargo el 20 de mayo de 2008, con el candidato a la vicepresidencia, Vincent Siew, y terminó 8 años de la presidencia del DPP. El KMT también ganó una victoria aplastante en las elecciones legislativas de 2008, ganando 81 de 113 escaños, o el 71,7 % de los escaños en el Yuan Legislativo. Estas dos elecciones le dieron a la KMT el control firme tanto de los ejecutivos como de los legislativos.
El 25 de junio de 2009, el presidente Ma lanzó su candidatura para recuperar el liderazgo de KMT y se registró como el único candidato para la elección de la presidencia de KMT. El 26 de julio, Ma ganó el 93.87 % de los votos, se convirtió en el nuevo presidente del KMT y asumió el cargo el 17 de octubre de 2009. Esto oficialmente le permite a Ma reunirse con Xi Jinping, el secretario general del Partido Comunista de China y otros delegados de la República Popular China, ya que puede representar al KMT como líder de un partido político chino, en lugar de ser el jefe de Estado de una entidad política no reconocida por la República Popular China.
El 29 de noviembre de 2014, el KMT sufrió una gran pérdida en las elecciones municipales para el DPP, ganando solo 6 municipios y condados, frente a 14 en las elecciones anteriores en 2009 y 2010. Ma Ying-jeou posteriormente renunció a la presidencia del partido el 3 de diciembre y sustituido por el presidente en funciones Wu Den-yih. La elección de la presidencia se llevó a cabo el 17 de enero de 2015 y Eric Chu fue elegido para convertirse en el nuevo presidente. Fue inaugurado el 19 de febrero.

## Ideología en China continental

### Nacionalismo chino
El KMT era un partido revolucionario nacionalista que había sido apoyado por la Unión Soviética. Se organizó según el principio leninista de organización, el centralismo democrático.
El KMT tuvo varias influencias sobre su ideología por el pensamiento revolucionario. El KMT y Chiang Kai-shek usaron las palabras «feudal» y «contrarrevolucionario» como sinónimos de maldad y atraso, y se proclamaron orgullosamente revolucionarios. Chiang llamó a los señores de la guerra feudalistas, y también pidió que el KMT elimine el feudalismo y los contrarrevolucionarios. Chiang mostró una ira extrema cuando fue llamado señor de la guerra, debido a las connotaciones negativas y feudales. Ma Bufang se vio obligado a defenderse de las acusaciones, y declaró a los medios de comunicación que su ejército era parte del "Ejército nacional, el poder del pueblo".
Chiang Kai-shek, el jefe del KMT, advirtió a la Unión Soviética y a otros países extranjeros sobre interferir en los asuntos chinos. Estaba personalmente enojado por la forma en que China era tratada por extranjeros, principalmente por la Unión Soviética, Reino Unido y Estados Unidos. Él y su Movimiento de la Nueva Vida pidieron el aplastamiento de las influencias soviéticas, occidentales, estadounidenses y de otros países en China. Chen Lifu, miembro de la Camarilla CC en el KMT, dijo que "el comunismo se originó en el imperialismo soviético, que ha invadido nuestro país". También se observó que "el oso blanco del Polo Norte es conocido por su crueldad y crueldad".
La Sociedad de Camisas Azules, una organización paramilitar fascista dentro del KMT que se inspiró en las camisas negras de Mussolini, era anti-extranjera y anticomunista, y afirmó que su agenda era expulsar a los imperialistas extranjeros (japoneses y occidentales) de China, aplastar al comunismo, y eliminar el feudalismo. Además de ser anticomunistas, algunos miembros del KMT, como la mano derecha de Chiang Kai-shek, Dai Li, eran antiamericanos y querían expulsar la influencia estadounidense.
Los líderes del KMT en toda China adoptaron la retórica nacionalista. El general musulmán chino Ma Bufang de Qinghai se presentó como un nacionalista chino al pueblo de China, luchando contra el imperialismo británico, para desviar las críticas de los opositores de que su gobierno era minoría feudal y oprimida como los tibetanos y los mongoles budistas. Utilizó sus credenciales nacionalistas chinas a su favor para mantenerse en el poder.
El KMT siguió una política de sinización, se afirmó que "había llegado el momento de establecer el negocio de hacer que todos los nativos se vuelvan chinos o salgan" por observadores extranjeros de la política del KMT. Se observó que la "colonización china" de Mongolia y Manchuria llevó a "una convicción de que el día del bárbaro había terminado".

### Nueva camarilla de Guangxi
La sucursal de KMT en la provincia de Guangxi, liderada por la Nueva camarilla de Guangxi de Bai Chongxi y Li Zongren, implementó políticas antiimperialistas, antirreligiosas y anti-extranjeras.
Durante la Expedición al Norte, en 1926 en Guangxi, el general musulmán Bai Chongxi lideró a sus tropas en la destrucción de la mayoría de los templos budistas y la destrucción de ídolos, convirtiendo los templos en escuelas y oficinas centrales del KMT. Bai lideró una ola anti-extranjera en Guangxi, atacando a extranjeros y misioneros estadounidenses, europeos y otros, y generalmente haciendo que la provincia sea insegura para los no nativos. Los occidentales huyeron de la provincia, y algunos cristianos chinos también fueron atacados como agentes imperialistas.
Los líderes se enfrentaron con Chiang Kai-shek, lo que condujo a la Guerra de las Llanuras Centrales, donde Chiang derrotó a la camarilla.

### Socialismo y agitación anticapitalista
El KMT tenía un ala izquierda y una derecha, la izquierda era más radical en sus políticas prosoviéticas, pero ambas alas perseguían igualmente a los comerciantes, acusándolos de ser contrarrevolucionarios y reaccionarios. La derecha bajo Chiang Kai-shek prevaleció y continuó políticas radicales contra comerciantes e industriales privados, incluso cuando denunciaron el comunismo.
El doctor Sun Yat-sen definió uno de los «Tres Principios del Pueblo» del KMT, Mínshēng, como socialismo. Definió este principio en sus últimos días "su socialismo y su comunismo". El concepto puede entenderse también como bienestar social. Sun lo entendió como una economía industrial y la igualdad de tierras para los campesinos chinos. Aquí fue influenciado por el pensador estadounidense Henry George (véase georgismo) y el pensador alemán Karl Marx; el impuesto sobre el valor de la tierra en Taiwán es un legado del mismo. Dividió los medios de vida en cuatro áreas: comida, ropa, vivienda y transporte; y planeó cómo un gobierno ideal (chino) puede encargarse de esto para su gente.
El KMT fue referido a tener una ideología socialista. La "ecualización de los derechos sobre la tierra" fue una cláusula incluida por el Dr. Sun en el Tongmenhui original. La ideología revolucionaria del KMT en la década de 1920 incorporó el socialismo chino único como parte de su ideología. La Unión Soviética entrenó a los revolucionarios del KMT en la Universidad Sun Yat-sen de Moscú. En Occidente y en la Unión Soviética, Chiang era conocido como el "General Rojo". Los cines de la Unión Soviética mostraron en noticiarios y fragmentos de Chiang, en la Universidad de Moscú Sun Yat-sen. Se colgaron retratos de Chiang en las paredes y en los desfiles soviéticos del Primero de Mayo de ese año y debía llevarse junto con los retratos de Karl Marx, Lenin, Stalin y otros líderes socialistas.

Mapa de Guangzhou ("Cantón") en la década de 1920. Esta ciudad de China Meridional ha jugado un papel muy destacado en los primeros años del Kuomintang.

El KMT intentó imponer impuestos a los comerciantes en Cantón, y los comerciantes se resistieron al levantar un ejército, el Cuerpo Voluntario de Comerciantes. El Dr. Sun inició esta política anticomercial, y Chiang Kai-shek la hizo cumplir, Chiang dirigió a su ejército de graduados de la Academia Militar de Whampoa para derrotar al ejército de comerciantes. Chiang fue asistido por asesores soviéticos, que le suministraron armas, mientras que los comerciantes recibieron armas de los países occidentales. El KMT fue acusado de liderar una "Revolución Roja" en Cantón. Los comerciantes eran conservadores y reaccionarios, y su líder, Chen Lianbao, era un destacado comerciante comprador.
Los comerciantes fueron apoyados por los imperialistas occidentales extranjeros, como los británicos, que lideraron una flotilla internacional para apoyarlos contra el Dr. Sun. Chiang se apoderó de las armas suministradas por los comerciantes occidentales y luchó contra ellas. Un general del KMT ejecutó a varios comerciantes, y KMT formó un Comité Revolucionario de inspiración soviética. El Partido Comunista británico felicitó al Dr. Sun por su guerra contra los imperialistas y capitalistas extranjeros.
En 1948, el KMT atacó nuevamente a los comerciantes de Shanghái, Chiang Kai-shek envió a su hijo Chiang Ching-kuo para restablecer el orden económico. Ching-kuo copió los métodos soviéticos, que aprendió durante su estancia allí, para comenzar una revolución social atacando a los comerciantes de clase media. También hizo cumplir los precios bajos de todos los bienes para obtener el apoyo del proletariado.
Cuando estallaron los disturbios y se arruinaron los ahorros, llevando a la bancarrota a los dueños de tiendas, Ching-kuo comenzó a atacar a los ricos, confiscando activos y poniéndolos bajo arresto. El hijo del gánster Du Yuesheng fue arrestado por él. Ching-kuo ordenó a los agentes del KMT que asaltaran los depósitos de la Corporación de Desarrollo de Yangtze, que era propiedad privada de H.H. Kung y su familia. La esposa de H.H.Kung era Soong Ai-ling, la hermana de Soong Mei-ling que era la madrastra de Ching-kuo. David, el hijo de H.H.Kung, fue arrestado, los Kung respondieron chantajeando a los Chiang, amenazando con divulgar información sobre ellos, finalmente fue liberado después de las negociaciones, y Ching-kuo renunció, poniendo fin al terror contra los comerciantes de Shanghái.
El KMT también promueve corporaciones propiedad del gobierno. El fundador de KMT, Sun Yat-sen, fue fuertemente influenciado por las ideas económicas de Henry George, quien creía que las rentas extraídas de los monopolios naturales o el uso de la tierra pertenecían al público. El Dr. Sun abogó por el georgismo y enfatizó la importancia de una economía mixta, que calificó como "El principio de Minsheng" en sus Tres principios del pueblo. "Los ferrocarriles, los servicios públicos, los canales y los bosques deben nacionalizarse, y todos los ingresos de la tierra y las minas deben estar en manos del Estado. Con este dinero en mano, el Estado puede financiar los programas de bienestar social".
El Gobernador musulmán del KMT de Ningxia, Ma Hongkui promovió los monopolios estatales. Su gobierno tenía una compañía, Fu Ning Company, que tenía el monopolio del comercio y la industria en Ningxia. Corporaciones como CSBC Corporation Taiwán, CPC Corporation Taiwán y Aerospace Industrial Development Corporation son propiedad del estado en la República de China.
Los marxistas también existieron en el KMT. Vieron la revolución china en términos diferentes que el Partido Comunista de China (PCCh), alegando que China ya pasó su etapa feudal y en un período de estancamiento en lugar de en otro modo de producción. Estos marxistas del KMT se opusieron a la ideología del PCCh.

## Resultados electorales

### Elecciones presidenciales
| Elección | Candidato        | Compañero de fórmula | Votos totales | Porcentaje de votos | Resultado  |
| -------- | ---------------- | -------------------- | ------------- | ------------------- | ---------- |
| 1948     | Chiang Kai-shek  | Li Zongren           | 2.430         | 90,03%              | Ganador Sí |
| 1954     | Chiang Kai-shek  | Chen Cheng           | 1.507         | 96,91%              | Ganador Sí |
| 1960     | Chiang Kai-shek  | Chen Cheng           | 1.481         | 93,97%              | Ganador Sí |
| 1966     | Chiang Kai-shek  | Yen Chia-kan         | 1.405         | 98,60%              | Ganador Sí |
| 1972     | Chiang Kai-shek  | Yen Chia-kan         | 1.308         | 99,39%              | Ganador Sí |
| 1978     | Chiang Ching-kuo | Hsieh Tung-ming      | 1.184         | 98,34%              | Ganador Sí |
| 1984     | Chiang Ching-kuo | Lee Teng-hui         | 1.012         | 95,11%              | Ganador Sí |
| 1990     | Lee Teng-hui     | Lee Yuan-tsu         | 641           | 95,96%              | Ganador Sí |
| 1996     | Lee Teng-hui     | Lien Chan            | 5.813.699     | 54,00%              | Ganador Sí |
| 2000     | Lien Chan        | Vincent Siew         | 2.925.513     | 23,10%              | Perdida No |
| 2004     | Lien Chan        | James Soong          | 6.442.452     | 49,89%              | Perdida No |
| 2008     | Ma Ying-jeou     | Vincent Siew         | 7.659.014     | 58,45%              | Ganador Sí |
| 2012     | Ma Ying-jeou     | Wu Den-yih           | 6.891.139     | 51,60%              | Ganador Sí |
| 2016     | Eric Chu         | Wang Ju-hsuan        | 3.813.365     | 31,00%              | Perdida No |
| 2020     | Han Kuo-yu       | Chang San-cheng      | 5.522.119     | 38,61%              | Perdida No |

### Elecciones parlamentarias
|  | 76,00 % |

|  | 74,50 % |

|  | 79,46 % |

|  | 74,07 % |

|  | 69,06 % |

|  | 59,27 % |

|  | 53,02 % |

|  | 46,06 % |

|  | 46,43 % |

|  | 28,56 % |

|  | 32,83 % |

|  | 55,31 % |

|  | 44,55 % |

|  | 26,91 % |

|  | 33,36 % |